# Maksim Niedasiekau
Maksim Jurjewicz Niedasiekau (blr. Максім Юр’евіч Недасекаў; ur. 21 stycznia 1998) – białoruski lekkoatleta specjalizujący się w skoku wzwyż.
W 2016 zajął 8. miejsce podczas mistrzostw świata U20 w Bydgoszczy. Rok później triumfował na juniorskim czempionacie Europy w Grosseto, ustanawiając wynikiem 2,33 nowy rekord tej imprezy.
W 2018 został wicemistrzem Europy, wyrównując wynikiem 2,33 m swój rekord życiowy. W 2019 był czwarty na mistrzostwach świata w Dosze. Brązowy medalista igrzysk olimpijskich w Tokio (2021).
Złoty medalista mistrzostw Białorusi.
Rekordy życiowe: stadion – 2,37 (6 lipca 2021, Székesfehérvár i 1 sierpnia 2021, Tokio) rekord Białorusi; hala – 2,37 (7 marca 2021, Toruń) rekord Białorusi.

## Osiągnięcia
| Rok  | Impreza                     | Miejsce    | Pozycja           | Wynik |
| ---- | --------------------------- | ---------- | ----------------- | ----- |
| 2016 | Mistrzostwa świata juniorów | Bydgoszcz  | 8. miejsce        | 2,18  |
| 2017 | Mistrzostwa Europy juniorów | Grosseto   | 1. miejsce        | 2,33  |
| 2018 | Halowe mistrzostwa świata   | Birmingham | 6. miejsce        | 2,20  |
| 2018 | Mistrzostwa Europy          | Berlin     | 2. miejsce        | 2,33  |
| 2018 | Puchar interkontynentalny   | Ostrawa    | 3. miejsce        | 2,27  |
| 2019 | Halowe mistrzostwa Europy   | Glasgow    | el. – 14. miejsce | 2,21  |
| 2019 | Mistrzostwa świata          | Doha       | 4. miejsce        | 2,33  |
| 2021 | Halowe mistrzostwa Europy   | Toruń      | 1. miejsce        | 2,37  |
| 2021 | Igrzyska olimpijskie        | Tokio      | 3. miejsce        | 2,37  |

## Polityka
Niedasiekau popiera Aliaksandra Łukaszenkę. W 2020 roku potępił protesty i podpisał list otwarty prorządowych sportowców.
W kwietniu 2023 roku Niedasiekau został wpisany na listę sankcyjną Ukrainy.